# Hertogdom Genua

Vlag van het hertogdom Genua

Het hertogdom Genua was een historisch land in Italië en de opvolger van de Republiek Genua dat tijdens het Congres van Wenen in 1815 aan het Koninkrijk Sardinië gegeven werd.
De Liguriërs waren gewend aan hun onafhankelijke en republikeinse tradities, waardoor ze nooit aan de nieuwe politieke status wenden wat soms tot explosieve situaties in de stad Genua leidde.
Het hertogdom Genua werd bij de perfecte fusie van 1848 afgeschaft en het gebied werd verdeeld in de departementen Genua en Nice.